# Dorothea von Biron
Dorothea von Biron (21. srpna 1793 na zámku Friedrichsfelde u Berlína – 19. září 1862 Zaháň, dnes Polsko, tehdy Slezsko, Království Pruské) byla princezna kuronská a poslední vévodkyně Zaháňská.
Jméno, pod kterým byla známa, se v průběhu jejího života několikrát změnilo. Původně se jmenovala Dorothea von Biron, po svém sňatku se v roce 1809 stala hraběnkou de Talleyrand-Périgord. Od roku 1817 se nazývala vévodkyně de Dino (Dino je kalábrijský ostrov), od roku 1838 byla vévodkyní de Talleyrand a konečně od roku 1845 vévodkyní ze Zaháně. Ve francouzské literatuře ji však najdeme pod jménem Dorothée de Courlande, tedy Dorothée Kuronská. Původ tohoto francouzského označení pochází od jejího legitimního otce Petra Birona, posledního vévody Kuronského. Českému čtenáři je známa jako nejmladší sestra Kateřiny Vilemíny Zaháňské, paní kněžny z novely Babička spisovatelky Boženy Němcové.

## Biografie

### Mládí

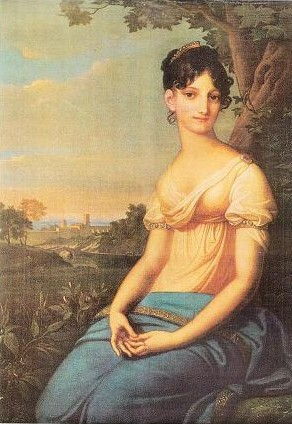
Dorothea jako sedmnáctiletá dívka

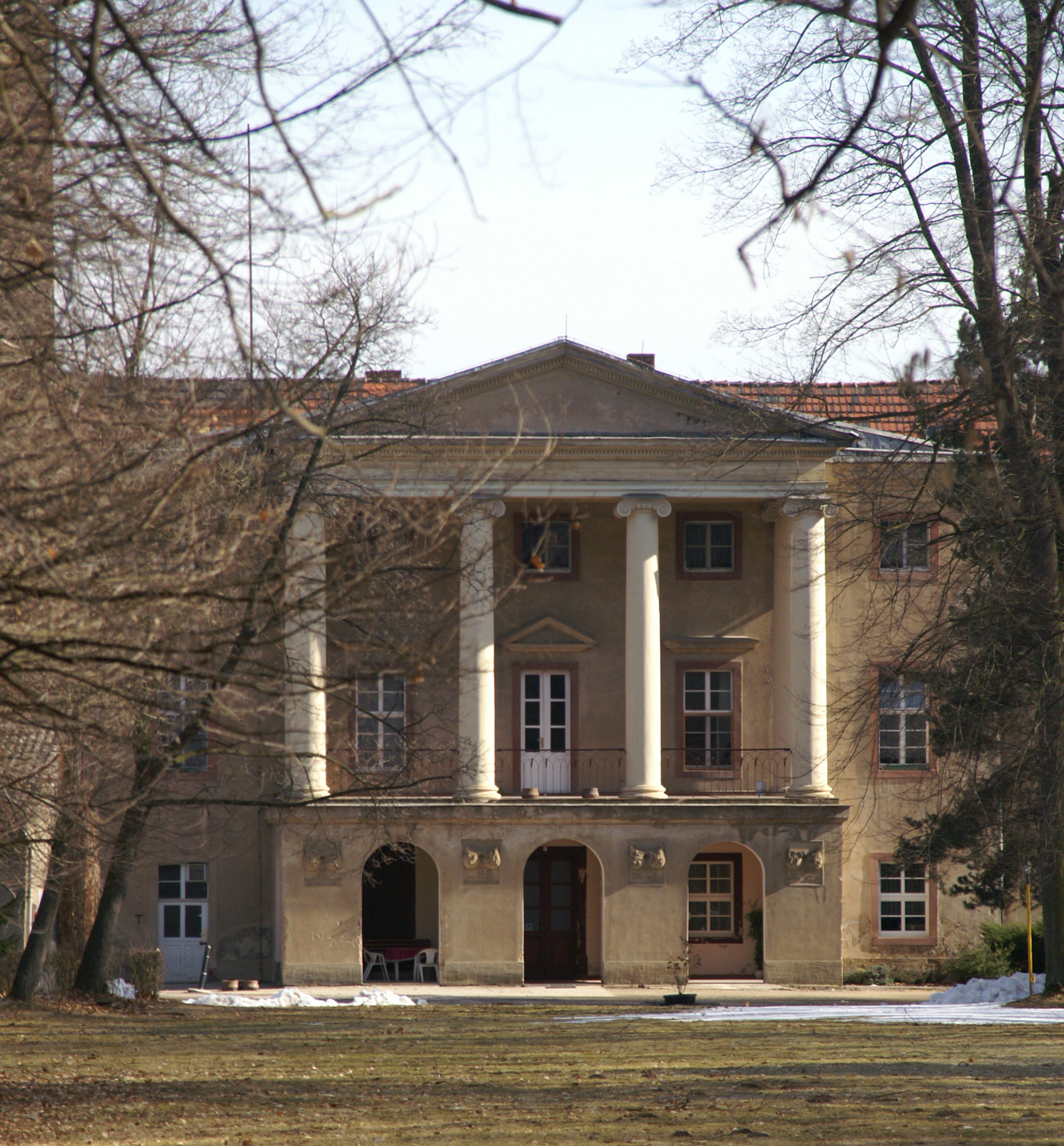
Zámek Löbichau

Dorothea von Biron se narodila z mimomanželského vztahu vévodkyně Anny Charlotty Dorothey Kuronské, pocházející z kuronské rodiny říšských hrabat von Medem, a polského hraběte Alexandra Batowského (1758–1841). Manžel její matky Petr Biron, vévoda kuronský, její narození legitimizoval a oficiálně ji přijal za dceru.
Dorothea vyrůstala u matky nejprve na zámku Friedrichsfelde, později v jejich paláci na berlínské třídě Unter den Linden (Pod Lipami) a na durynském zámku Löbichau, který její matka koupila. V zimě matka s dcerou navštěvovaly na dva až tři měsíce Zaháň, kde se po odchodu z Kuronska usídlil vévoda kuronský se zbývajícími třemi dcerami Kateřinou Vilemínou, Paulínou a Johannou. Ačkoliv Dorothea znala svého fyzického otce, po určitou dobu vyrůstala v jeho blízkosti a i později se s ním několikrát setkala, vždy považovala za svého pravého otce vévodu Petra Birona. Matka se o dceřinu výchovu příliš nestarala, takže Dorothea v sedmi letech hovořila směsicí francouzštiny, angličtiny a němčiny. O malou Dorotheu von Biron se začal starat až nový matčin milenec, švédský generál Gustav Mořic Armfelt. Během několika dní ji naučil psát a číst a najal pro ni řádné vychovatele a učitele. U dívky se projevilo mimořádné nadání pro matematiku, astronomii a stala se z ní vášnivá čtenářka. Vyrostla z ní vzdělaná žena s velkým literárním talentem, který se projevil nejen v její korespondenci, ale i v knize „Vzpomínky“.
V roce 1806, několik měsíců před tím, než v září 1806 vyhlásilo Prusko válku Napoleonovi I., odcestovala její matka do Petrohradu. Vývoj situace přiměl i Dorotheu, aby stejně jako mnoho jejích známých ze šlechtických kruhů opustila Berlín. Odcestovala do země, kterou dosud nikdy nenavštívila, kde však měla kořeny její rodina, do Kuronska. Nejprve se usadila na zámku Alt-Autz, kde žil její strýc – matčin bratr, později přesídlila do Mitavy (dnes místa v Lotyšsku – na zámek Vecauce v městečku Auce a do města Jelgava). Zde se setkala s pozdějším francouzským králem Ludvíkem XVIII., který sem zavítal během své dlouhé emigrace. V září 1807 se Dorothea von Biron vrátila do Berlína, ale našla Kuronský palác (po smrti Petra Birona jej dle závěti zdědila právě ona) obsazený Francouzi, kteří jí uvolnili jen několik místností původně určených pro služebnictvo. Dorothea tak sdílela v Berlíně všeobecně panující protifrancouzskou náladu. Její matka se naopak s Francouzi přátelila. Tím si jednak získala nepřátele v berlínské společnosti, jednak tím prohloubila citové odcizení své dcery.

### Manželství s hrabětem de Talleyrand-Périgord
V dubnu 1808 přesídlily matka s dcerou na zámek Löbichau, kde si dívka vymínila oddělené bydlení v nedalekém zámečku Tannenfeld, kde vedla vlastní nezávislou domácnost. V té době hledal bývalý Napoleonův ministr zahraničí Charles de Talleyrand-Périgord (vévoda de Talleyrand) nevěstu pro svého synovce Edmonda de Talleyrand-Périgord, který se měl stát strýcovým jediným dědicem, a jeho volba padla na bohatou Dorotheu von Biron. Při kongresu evropských vladařů v Erfurtu poskytl Talleyrand, který se v té době Napoleonovi již politicky vzdaloval, na soukromé schůzce ruskému carovi Alexandrovi I. užitečné informace a požadoval za to, aby se car cestou do Ruska zastavil v Löbichau a přimluvil se u vévodkyně kuronské za sňatek Dorothey s tehdy dvaadvacetiletým Edmondem de Talleyrand-Périgord. Car se skutečně na zámku Löbichau zastavil a strávil tam sedm hodin. Edmond de Talleyrand-Périgord byl členem jeho doprovodu, stejně jako Dorothein skutečný otec hrabě Batowski, který pomáhal uskutečnit plány svatby mladých lidí, kteří si neměli co říci a do manželství vstupovali pod nátlakem okolí.
Po svatbě, jež se konala 22. dubna 1809 ve Frankfurtu nad Mohanem, se patnáctiletá Dorothea stala hraběnkou de Talleyrand-Périgord a odcestovala do Paříže. V Paříži se stala jednou z dvorních dam císařovny Josefíny. Její matka žila po většinu času v Paříži s ní.
Anna Charlotta Dorothea von Medem, vévodkyně Kuronská, patřila k nejvýznamnějším osobnostem aristokratické společnosti, která se kolem roku 1800 scházela v Karlových Varech. Do Karlových Varů přijela poprvé v roce 1790. Další lázeňské návštěvy příslušníků rodu Kuronských zaznamenaly karlovarské anály v letech 1791–1820. Bydleli často na Tržišti v domě u městského písaře Gerbera (dnes hotel Wolker) a také v protějším domě Pomerančovník (dnes hotel Promenáda). Vévodkyni v lázeňském městě připomíná i klasicistní altánek, který zde v roce 1791 nechal postavit pražský hrabě Kristián Filip Clam-Gallas jako výraz obdivu a lásky k ní.
V Karlových Varech se Dorothea v roce 1808 jako patnáctiletá dívka v doprovodu své matky prvně setkala se slavným básníkem Johannem Wolfgangem von Goethe. Goethe si do deníku zapsal: „Vévodkyně Kuronská, vždy půvabná a s vybranou společností, paní von der Recke doprovázená Tiedgem a vše, co se k ní družilo, byly příjemným středem tamějšího prostředí.“ Goethe se s Dorotheou a její sestrou Kateřinou Vilemínou setkal v Karlových Varech také ještě v roce 1820.
V letech 1811-1813 se Dorothee z manželství s Edmondem de Talleyrand-Périgord narodily tři děti: Ludvík Napoleon (1811–1898), pozdější vévoda Zaháňský a z Valençay, Dorothée Charlotte Emily (1812–1814) a Alexandre Edmond, pozdější vévoda de Dino (1813–1894). Podle německého historika Willmse se Dorothee de Talleyrand-Périgord koncem roku 1816 narodila také nemanželská dcera z jejího vztahu k hraběti Karlu Janovi Clam-Martinicovi (1792–1840). Existuje hypotéza, že toto dítě známe jako Barboru Panklovou, chráněnkyni sestry Dorothey von Biron, kněžny Kateřiny Vilemíny Zaháňské, tedy jako pozdější spisovatelku Boženu Němcovou. Roku 1820 přišla na svět Joséphine Pauline (narozena 29. prosince 1820 v Paříži, zemřela 1890). Joséphine, jejímž otcem však podle nepotvrzených spekulací byl manželův strýc Charles Maurice de Talleyrand-Périgord, se později stala majitelkou francouzského zámku Rochecotte v departementu Indre-et-Loire, který dostala darem od matky.
Manželství s Edmondem de Talleyrand-Périgord, které vzniklo na základě kalkulu Dorotheiny matky a Edmondova strýce, ztroskotalo již v roce 1812, ačkoliv k formálnímu rozvodu došlo až v roce 1824. Edmond byl především voják, sukničkář, hazardní hráč, holdoval alkoholu a těžil ze jména svého strýce a také z jeho pokladny.

### Společnice vévody de Talleyrand-Périgord

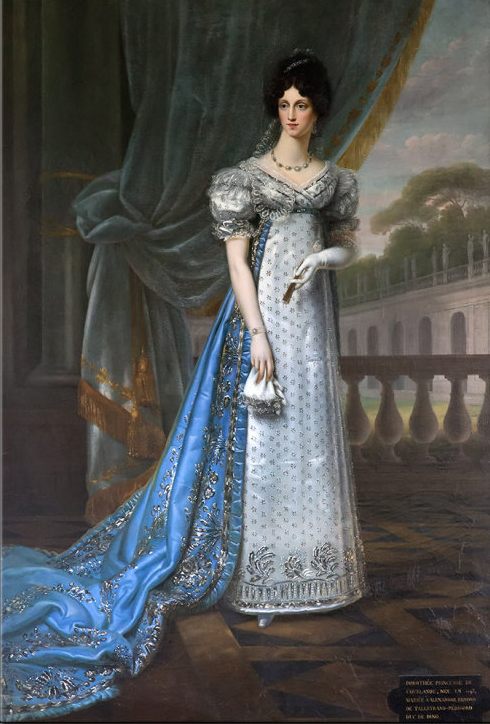
Dorothea okolo roku 1830

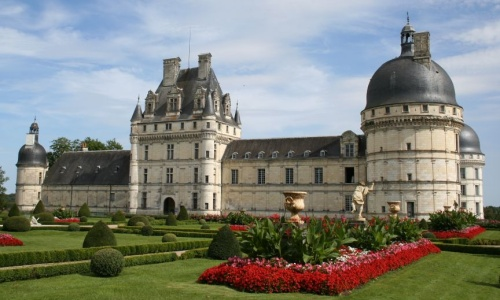
Zámek Valençay

Po roztržce s hrabětem Edmondem se Dorothea sblížila s o 39 let starším vévodou Charlesem Mauricem de Talleyrand-Périgord a stala se jeho stálou společnicí. Vedla jeho velkou domácnost a doprovázela jej na diplomatických misích. Byla jeho okouzlující partnerkou v hojně navštěvovaném salonu, který spolu vedli na Vídeňském kongresu (1814–1815), i v letech 1831–1834, kdy byl vévoda francouzským velvyslancem u britského královského dvora v Londýně. Vévoda Talleyrand ji po své smrti v roce 1838 učinil svou univerzální dědičkou. Dorothea se tak stala mimo jiné majitelkou zámku Valençay.
Dorothea i během společného života s vévodou Talleyrandem prožila několik milostných románků, z nichž se jí narodily další dcery – v roce 1825 Antonine a roku 1827 Julie Zedmé. Byla obletována mnoha muži a její nejstarší sestra Kateřina Vilemína Zaháňská o ní mluvila jako o velké koketě a její okázalé flirtování často odsuzovala.

### Vévodkyně Zaháňská

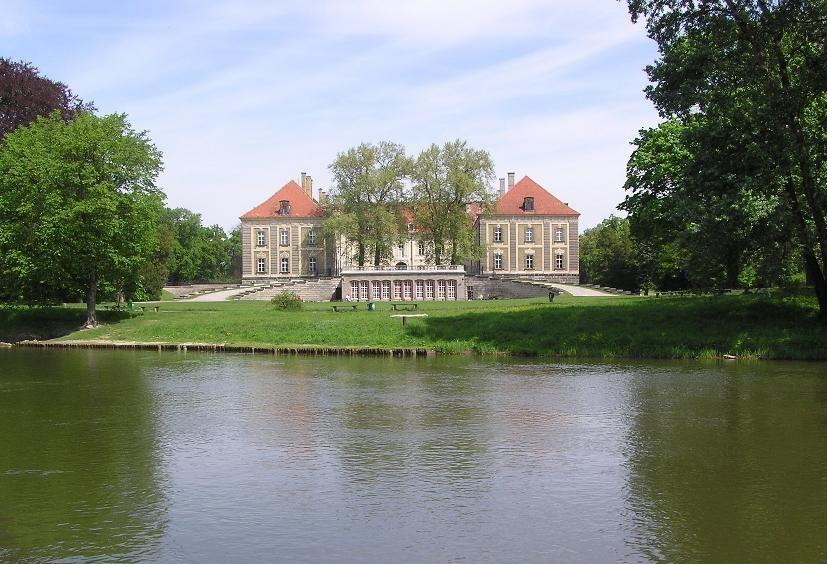
Zaháňský zámek

Dorothea odkoupila v dražbě v roce 1845 Zaháňské vévodství od Konstantina, syna své zemřelé sestry Pavlíny. Přestěhovala se definitivně na zámek v Zaháni, kde žila až do své smrti v roce 1862. V Zaháni však pobývala často pravděpodobně už od roku 1842. Zámek nechala upravit a přistavět další budovy, mj. nemocnici, která funguje dodnes. Zrekonstruovala zámecký park, kde na památku nejstarší sestry založila „Vilemíninu louku“. Celému velkému a bohatému panství (130 budov, 1200 ha půdy) vládla sama. V Zaháni jsou dvě hrobky s ostatky členů vévodské rodiny. V jedné z nich jsou uloženi Kateřina Vilemína, Dorothea a její syn Ludvík Napoleon, kteří přestoupili na katolickou víru (ostatní členové rodiny byli protestantského vyznání). Dle závěti si Dorothea přála, aby její srdce bylo pohřbeno v kapli zámku Valençay, což se však nestalo.
V roce 1845 udělil pruský král Fridrich Vilém IV. Dorothee titul vévodkyně Zaháňské. Francouzský císař Napoleon III. tento titul uznal ve Francii ve prospěch jejího syna Ludvíka Napoleona. Existence dvojího titulu – francouzského duc de Talleyrand a pruského Herzog zu Sagan (Zaháň) – umožnila téměř o 100 let později vévodovi Paulu Louisi Bosonovi de Talleyrand-Périgord, 6. a poslednímu vévodovi Zaháňskému, zachovat postavení neutrální strany za druhé světové války. Na jeho francouzském zámku Château de Valençay se díky tomu během německé okupace podařilo ukrýt poklady z pařížského muzea Louvre.

## Hypotéza o původu Boženy Němcové
Někteří autoři literatury faktu vyslovili hypotézu, že Dorothea von Biron, tehdy hraběnka de Talleyrand-Périgord, byla matkou české spisovatelky Boženy Němcové. Pro tuto hypotézu svědčí nejen vzhledová a do jisté míry i povahová podobnost možné matky s dcerou. Je znám také nezvykle dobrý vztah, který měla Dorotheina sestra, Kateřina Vilhelmína vévodkyně ze Zaháně, na jejímž panství v Ratibořicích Němcová pod dívčím jménem Barbora Panklová vyrůstala, k Barboře i k jejím (adoptivním) rodičům, a naopak nepříliš dobrý vztah Barbory k matce Terezii Panklové. Dále je uváděn i tradovaný vyšší věk dívky Barbory, než by odpovídalo jejímu běžně udávanému roku narození 1820. Podle již citované knihy německého historika Wiilmse se z vášnivého vztahu Dorothey de Talleyrand-Périgord a hraběte Karla Jana Clam-Martinice (1792–1840) skutečně narodila nemanželská dcera. Stalo se tak ve francouzských lázních Bourbon-l'Archambault, situovaných v dnešním departementu Allier v regionu Auvergne. Tyto lázně navštívili Dorothea a její tchán a druh, vévoda Charles de Talleyrand-Périgord v září 1816, tedy již po rozchodu obou milenců v březnu 1816. Dorothea neuznala toto své nemanželské dítě oficiálně za vlastní a nechala je do matriky města zanést pod jménem Marie-Henriette Dessalles. Podle alternativních úvah o původu Boženy Němcové byla tato dívka později dána do opatrování manželům Panklovým, služebníkům vévodkyně Kateřiny Vilhelmíny Zaháňské na ratibořickém panství, kde pak strávila dětství a první léta dospělosti.
Někteří badatelé, zejména Helena Sobková, považují tuto hypotézu za možnou, ale nikoliv jednoznačně prokázanou. Na druhou stranu existují i argumenty proti teoriím o šlechtickém původu Boženy Němcové, které zastává např. Jaroslav Šůla.